# Wilkesville (Ohio)
Wilkesville – wieś w Stanach Zjednoczonych, w stanie Ohio, w hrabstwie Vinton.